# Battle Tag
 (février 2023).
Si vous disposez d'ouvrages ou d'articles de référence ou si vous connaissez des sites web de qualité traitant du thème abordé ici, merci de compléter l'article en donnant les références utiles à sa vérifiabilité et en les liant à la section « Notes et références ».
Battle Tag est un jeu de type bataille laser qui se joue de 1 à 8 joueurs, selon le mode de jeu. Le jeu a été développé par Ubisoft Paris en 2010. Il a été créé par Frédérick Raynal et produit par Gael Seydoux. Guillaume Drapier en est le chef de projet design et le responsable de conception industrielle.